# Перч (единица измерения)
Перч как единица измерения используются для измерения длины, площади и объёма в ряде систем единиц. Перч остается стандартной единицей земельной площади в Шри-Ланке, эквивалентен 25 м².

## Происхождение
Перч происходит от римского «Pertica». Возникнув в древнем Риме, распространяется в Римской империи и, вероятно, вновь введена в Англии во времена нормандского завоевания в 1066 году. В Римской империи, Франции и Англии, он также может обозначать площадь, а среди строителей средневековья — объем.

## Длина
Перч в Риме был равен 10 футам (3,0 м), а во Франции варьировался от 10 футов (Римский перш) до 22 футов (Перш д’Арпент — видимо 1/10 полета стрелы — около 220 футов). По определению древних римлян, Арпент составил 120 римских футов.
В Англии перч был официально признан устаревшим в пользу рода еще в XV веке, однако местные обычаи поддерживали его использование. В XIII веке перч варьировался как 18, 20, 22 и 24 футов (7,3 м), и даже в конце 1820 года в докладе Палаты общин отмечаются соответствия 16,5, 18, 21, 24 и даже 25 футам (7,6 м). В Ирландии перч был стандартизирован в 21 фут (6,4 м), что делает ирландские чейны, фурлонг и мили пропорционально больше на 27,27 %, чем «стандартные» Английские меры.
Род как мера была стандартизирована Эдмундом Гюнтером в Англии в 1607 году как одна четверть чейна (66 футов), или 16 ½ футов (5 ½ метров) в длину.

## Площадь
Как единица площади, перч (стандартно 16,5 квадратных футов) равен роду, 30 ¼ квадратных ярдов, 25,29 квадратных метров или 0,00625 акров. 40 перчей составляют руд, 160 перчей — акр . Единицу площади называют перч, хотя более точно было бы «квадратный перч». Как ни странно, род также использовался в качестве единицы площади, но он означал руд.
Очевидно, что региональные толкования перча будут приводить к различным результатам.

## Объём
Традиционная единица объёма каменной кладки. Перч объёма равен объёму кладки каменной стены один перч в длину, 18 дюймов в высоту и 12 дюймов толщиной. Это эквивалентно 24,75 кубических футов, 0,916667 кубических ярдов или около 0,700842 кубических метров.